# Oh Woman, Oh Why
«Oh Woman, Oh Why» es una canción del músico británico Paul McCartney. Fue lanzado por primera vez en la discográfica de Apple Records en febrero de 1971 como el lado B de "Another Day".

## Publicación
La canción alcanzó el número 5 en los Estados Unidos y el número 2 en el Reino Unido en abril de 1971.

## Estilo
En el lado B "Oh Woman, Oh Why" es un roquero de blues tenso con una voz bulliciosa de Paul. Combinado con el baterista de tambores atronadores Seiwell, "Oh Woman, Oh Why" establece una base sólida sobre la cual las líneas de guitarra apretados entretejen. La voz arenosa de Paul es uno de sus mejores y proporciona cierta autenticidad convincente para este roquero de blues.

## Después de la publicación
Aunque "Another Day" y "Oh Woman, Oh Why" no fueron lanzados originalmente como parte de un álbum de Paul. Fue incluido en la remasterización del álbum Ram en el 2012.
La canción fue incluida en un EP (junto con "Another Day", "Junk" y "Valentine Day") lanzado solo en México.